# Robert Davy
Robert Henry Louis Davy (* 22. Jänner 1867 in Königsberg; † 22. April 1924 in Wien) war ein österreichischer Ministerialbeamter. Davy war von 1921 bis 1922 Landesverwalter des Burgenlandes.

## Leben
Davy wurde als Sohn des schottischen Eisenbahn-Ingenieurs Humphrey Davy – der aus Cardross, Grafschaft Dumbarton, stammte – und der Floretta Marie Bensemann geboren. Er war zunächst britischer Staatsbürger. Davy besuchte das Gymnasium in Berlin und Schulpforta und studierte an der Universität Berlin orientalische Sprachen bzw. in Leipzig und Wien Rechtswissenschaften. 1891 promovierte er zum Dr. jur. und war nach Annahme der österreichischen Staatsbürgerschaft als Verwaltungsjurist tätig.
Davy war ab 1891 in der Schlesischen Landesregierung in Troppau eingesetzt und wurde am 18. Juni 1897 Ministerialbeamter in Wien im Ministerium für Inneres. 1904 stieg er zum Sektionsrat auf, 1909 zum Ministerialrat. Er war zwischen 1911 und 1916 Leiter des Büros der Kommission zur Förderung der Verwaltungsreform und ab dem 26. Mai 1919 Sektionschef im Bundesministerium für Inneres und Unterricht. Als Beamter im Ministerium leitete er die interministerielle Kommission für die Landnahme des Burgenlandes.
Am 25. Februar 1921 wurde er vom Hauptausschuss des Nationalrates zum Landesverwalter für das Burgenland ernannt. Er trat diese Stelle am 10. März 1921 an und demissionierte am 16. Jänner 1922. Er blieb jedoch bis zum 5. März 1922 im Amt, da er bis zur Ernennung seines Nachfolgers Alfred Rausnitz mit der Weiterführung der Geschäfte betraut worden war. In der Folge war Davy erneut Sektionschef in Wien, bevor er am 30. November 1922 in den Ruhestand trat.
Robert Davy war Vetter von Walther Bensemann, dem Gründer der Zeitschrift Kicker. Der Schauspieler und Regisseur Walter Davy (Familie Merian, Kottan ermittelt) war sein Enkel, der Raumplaner Benjamin Davy war sein Urenkel.
Er wurde am Wiener Zentralfriedhof bestattet.

## Veröffentlichungen
- Robert Davy: Rechtsarchiv des Burgenlandes. 1920.
- Robert Davy: 's Blochziagn – Eine Burgenland-Komödie. Der Freie Burgenländer, 1926.

## Benennungen zu Davys Ehren
- Dr. Robert Davy-Gasse ⊙ in Eisenstadt
- Dr. Robert Davy-Gasse ⊙ in Neufeld an der Leitha